# Marián Had
Marián Had (Kraľovany, 16 settembre 1982) è un calciatore slovacco, difensore del Branč.

## Carriera

### Club
Durante la sua carriera arriva a giocare in squadre quali Lokomotiv Mosca e Sporting Lisbona, per poi trasferirsi allo Slovan Bratislava.

### Nazionale
Tra il 2004 ed il 2007 totalizza 14 presenze con la nazionale slovacca.

## Palmarès

### Club

#### Competizioni nazionali
- Coppa di Russia: 1

Lokomotiv Mosca: 2006-2007
- Coppa di Portogallo: 1

Sporting Lisbona: 2007-2008
- Supercoppa di Slovacchia: 2

Slovan Bratislava: 2009, 2011
- Coppa di Slovacchia: 2

Slovan Bratislava: 2009-2010, 2010-2011
- Campionato slovacco: 1

Slovan Bratislava: 2010-2011
- Supercoppa d'Ungheria: 1

Győri ETO: 2013